# Focus Entertainment
Focus Entertainment ist ein 1996 als Focus Home Interactive SA gegründeter, börsennotierter Publisher für Computerspiele mit Sitz in Paris (Frankreich). Neben der Distribution fremder Titel auf dem französischen Markt, entwickelt und vertreibt das Unternehmen mittlerweile auch Eigenproduktionen. Bekannte Veröffentlichungen des Unternehmens sind beispielsweise Titel aus den Reihen Sherlock Holmes, TrackMania, Lizenzspiele zu den Tabletop-Marken Warhammer Fantasy und Warhammer 40.000 sowie Sportspiele der Serien Radsport Manager Pro und Virtual Skipper.

## Geschichte
Focus Home Interactive wurde 1996 von Denis Thébaud gegründet. Zunächst veröffentlichte das Unternehmen pornografische Software, verlegte seinen Geschäftsbereich dann jedoch wegen der zunehmenden Konkurrenz aus dem Onlinebereich auf Musiksoftware und schließlich zu Computerspielen. Am 25. Juni 2010 gab das Unternehmen die Übernahme der Markenrechte an Cities XL des aufgelösten Entwicklers Monte Cristo bekannt.
2015 ging das Unternehmen an die Börse und wurde im Alternext gelistet. Der Publisher lieferte einen der besten Börsengänge des Jahres 2015 ab, durch den der Unternehmenswert auf 100 Millionen Euro anwuchs. Erfolge erzielte das Unternehmen vor allem im Segment der Produktionen mit mittlerem Budget, wo es sich von Großproduktionen der Marktführer wie Electronic Arts, Ubisoft oder Activision Blizzard abheben konnte. 2009 veröffentlichte Focus Home Interactive mit Blood Bowl von Cyanide das erste Spiel, das auf dem Warhammer-Spieluniversum basierte. 2017 verkündete das Unternehmen ein Lizenzabkommen mit dem Rollenspiel-Verlag White Wolf über die Entwicklung eines Computerspiels zur Rollenspielwelt von Werewolf: The Apocalypse.
Im April 2018 verkündete Geschäftsführer Cédric Lagarrigue nach mehr als 20 Jahren seinen Abschied. Als Grund wurden Unstimmigkeiten über die strategische Ausrichtung des Unternehmens angenommen. Sein Nachfolger wurde der Deutsche Jürgen Goeldner, Gründer von Rushware einschließlich dessen Tochterunternehmen Softgold und als COO von Eidos maßgeblicher Organisator der Übernahme durch Square Enix. Im Mai übernahm der Mitbewerber Bigben Interactive zudem das langjährige Partnerstudio Cyanide, das bis dato einen großen Beitrag zum Produkt-Lineup von Focus Home Interactive geleistet hatte. Laut einem Bericht der Zeitung Le Monde wollte Lagarrigue ebenfalls Cyanide übernehmen, erhielt jedoch nicht die Zustimmung seines Aufsichtsrates. Dies soll auch Grund für Lagarrigues Rückzug gewesen sein. Nicht zuletzt weil auch die Umsätze zurückgingen, sank der Aktienkurs bis Mitte Mai 2018 um rund 40 %. Im Juli 2019 übernahm Bigben mit Spiders ein weiteres langjähriges Partnerstudio von Focus.
Im Juni 2020 übernahm Focus schließlich den deutschen Entwickler Deck13 (The Surge). Ende Oktober 2020 zog sich Jürgen Goeldner als Président du Directoire (Vorstandsvorsitzender) zurück und übergab die Unternehmensleitung an den bisherigen Directeur Général Christophe Nobileau. Mit dem Abschluss des erfolgreichen Geschäftsjahres 2020/21 übernahm Focus zum April 2021 auch den Entwickler Streum On Studio (Space Hulk: Deathwing). Zum August kündigte Focus die Übernahme von 77,5 % der Anteile am französischen Retrospezialisten und Publisher Dotemu an.

## Entwicklerstudios
- Deck 13 (Übername 2020)
- Streum On Studios (Übername 2021)
- Dotemu (Übername 2021)
- Dovetail Games (Übernahme 2023)[15]

## Spiele
| Titel                                                | Genre                               | Entwickler                       | Funktion                  | System                                                           | VÖ-Jahr |
| ---------------------------------------------------- | ----------------------------------- | -------------------------------- | ------------------------- | ---------------------------------------------------------------- | ------- |
| A Game of Thrones: Genesis                           | Globalstrategiespiel                | Cyanide Studios                  | Publisher                 | Windows                                                          | 2011    |
| A Plague Tale: Innocence                             | Action, Adventure                   | Asobo Studio                     | Publisher                 | Windows, PlayStation 4, Xbox One                                 | 2019    |
| A Plague Tale: Requiem                               | Action, Adventure                   | Asobo Studio                     | Publisher                 | Windows, PlayStation 4, Xbox One                                 | 2022    |
| Act of Aggression                                    | RTS                                 | Eugen Systems                    | Publisher                 | Windows                                                          | 2015    |
| Aliens: Dark Descent                                 | Echtzeit-Taktikspiel                | Tindalos Interactive             | Publisher                 | Windows, PlayStation 4, PlayStation 5, Xbox One, Xbox Series X/S | 2023    |
| Battlefleet Gothic: Armada                           | RTS                                 | Tindalos Interactive             | Publisher                 | Windows                                                          | 2016    |
| Battlefleet Gothic: Armada 2                         | RTS                                 | Tindalos Interactive             | Publisher                 | Windows                                                          | 2019    |
| Blood Bowl                                           | Sportsimulation, TBS, RTS           | Cyanide Studios                  | Publisher                 | Windows, Nintendo DS, Xbox 360, PlayStation Portable             | 2009    |
| Blood Bowl 2                                         | Sportsimulation, TBS, RTS           | Cyanide Studios                  | Publisher                 | Windows, PlayStation 4, Xbox One                                 | 2015    |
| Blood Bowl: Chaos Edition                            | Sportsimulation, TBS, RTS           | Cyanide Studios                  | Publisher                 | Windows                                                          | 2012    |
| Bound by Flame                                       | Action-RPG                          | Spiders                          | Distributor               | Windows, PlayStation 3, PlayStation 4, Xbox 360                  | 2014    |
| Call of Cthulhu: The Official Video Game             | CRPG                                | Cyanide Studios                  | Publisher                 | Windows, PlayStation 4, Xbox One                                 | 2018    |
| Chaos League                                         | Sportsimulation, Simulation, RTS    | Cyanide Studios                  | Publisher                 | Windows                                                          | 2004    |
| Chaos League: Sudden Death                           | Sportsimulation, Simulation, RTS    | Cyanide Studios                  | Publisher                 | Windows                                                          | 2004    |
| Cities XL                                            | Wirtschaftssimulation, MMOG         | Cyanide Studios                  | Distributor               | Windows                                                          | 2009    |
| Cities XL 2011                                       | Wirtschaftssimulation               | Focus Home Interactive           | Publisher                 | Windows                                                          | 2010    |
| Cities XL 2012                                       | Wirtschaftssimulation               | Focus Home Interactive           | Publisher                 | Windows                                                          | 2011    |
| Cities XXL                                           | Wirtschaftssimulation               | Focus Home Interactive           | Publisher                 | Windows                                                          | 2015    |
| City Life                                            | Wirtschaftssimulation               | Monte Cristo                     | Distributor               | Windows                                                          | 2006    |
| City Life                                            | Wirtschaftssimulation               | Monte Cristo                     | Publisher                 | Nintendo DS                                                      | 2008    |
| City Life Edition 2008                               | Wirtschaftssimulation               | Monte Cristo                     | Publisher                 | Windows                                                          | 2007    |
| Confrontation                                        | CRPG                                | Cyanide Studios                  | Publisher                 | Windows                                                          | 2012    |
| Contrast                                             | Jump ’n’ Run, Puzzle                | Compulsion Games                 | Publisher                 | Windows, PlayStation 3, Xbox 360                                 | 2013    |
| Divinity: Original Sin – Enhanced Edition            | CRPG                                | Larian Studios                   | Publisher                 | PlayStation 4, Xbox One                                          | 2015    |
| Divinity 2                                           | Action-RPG                          | Larian Studios                   | Publisher                 | Windows                                                          | 2009    |
| Dracula: Origin                                      | Adventure                           | Frogwares                        | Publisher                 | Windows                                                          | 2008    |
| Faery: Legends of Avalon                             | CRPG                                | Spiders                          | Publisher                 | Windows                                                          | 2010    |
| Final Exam                                           | Beat ’em up, Shooter, Jump ’n’ Run  | Mighty Rocket Studio             | Publisher                 | Windows, PlayStation 3, Xbox 360                                 | 2013    |
| Fire Department                                      |                                     | Monte Cristo                     | Publisher & Distributor   | Windows                                                          | 2003    |
| Fire Department 2                                    |                                     | Monte Cristo                     | Distributor               | Windows                                                          | 2004    |
| Fire Department 3                                    |                                     | Monte Cristo                     | Publisher                 | Windows                                                          | 2006    |
| Game of Thrones                                      | CRPG                                | Cyanide Studios                  | Publisher                 | Windows                                                          | 2012    |
| Greedfall                                            | CRPG                                | Spiders                          | Publisher                 | Windows, PlayStation 4, Xbox One                                 | 2019    |
| Insurgency: Sandstorm                                | Ego-Shooter                         | New World Interactive            | Publisher                 | Windows, macOS, Linux, PlayStation 4, Xbox One                   | 2018    |
| Landwirtschafts-Simulator 2013                       | Simulation                          | Giants Software                  | Publisher                 | Windows                                                          | 2012    |
| Landwirtschafts-Simulator 15                         | Simulation                          | Giants Software                  | Publisher                 | Windows, PlayStation 3, Xbox 360                                 | 2014    |
| Landwirtschafts-Simulator 17                         | Simulation                          | Giants Software                  | Publisher                 | Windows, macOS, PlayStation 4, Xbox One                          | 2016    |
| Magrunner: Dark Pulse                                |                                     | Frogwares                        | Publisher                 | Windows, PlayStation 3, Xbox 360                                 | 2013    |
| Mars: War Logs                                       | CRPG                                | Spiders                          | Publisher                 | Windows, PlayStation 3, Xbox 360                                 | 2013    |
| Mordheim: City of the Damned                         | TBS                                 | Rogue Factor                     | Publisher                 | Windows, PlayStation 4, Xbox One                                 | 2014    |
| Of Orcs and Men                                      | Action-Rollenspiel                  | Cyanide Studios, Spiders         | Publisher                 | Windows, PlayStation 3, Xbox 360                                 | 2012    |
| Radsport Manager Pro                                 | Sportsimulation                     | Cyanide Studios                  | Publisher                 | Windows                                                          | 2005    |
| Radsport Manager Pro 2006                            | Sportsimulation                     | Cyanide Studios                  | Publisher                 | Windows                                                          | 2006    |
| Radsport Manager Pro 2007                            | Sportsimulation                     | Cyanide Studios                  | Publisher                 | Windows                                                          | 2007    |
| Radsport Manager Pro 2008                            | Sportsimulation                     | Cyanide Studios                  | Publisher                 | Windows                                                          | 2008    |
| Radsport Manager Pro 2009                            | Sportsimulation                     | Cyanide Studios                  | Publisher                 | Windows                                                          | 2009    |
| Radsport Manager Pro 2010                            | Sportsimulation                     | Cyanide Studios                  | Publisher                 | Windows                                                          | 2010    |
| Radsport Manager Pro 2011                            | Sportsimulation                     | Cyanide Studios                  | Publisher                 | Windows                                                          | 2011    |
| Radsport Manager Pro 2012                            | Sportsimulation                     | Cyanide Studios                  | Publisher                 | Windows                                                          | 2012    |
| Radsport Manager Pro 2013                            | Sportsimulation                     | Cyanide Studios                  | Publisher                 | Windows                                                          | 2013    |
| Tour de France 2014: Der offizielle Radsport Manager | Sportsimulation                     | Cyanide Studios                  | Publisher                 | Windows                                                          | 2014    |
| Tour de France 2015: Der offizielle Radsport Manager | Sportsimulation                     | Cyanide Studios                  | Publisher                 | Windows                                                          | 2015    |
| Tour de France 2016: Der offizielle Radsport Manager | Sportsimulation                     | Cyanide Studios                  | Publisher                 | Windows                                                          | 2016    |
| Tour de France 2017: Der offizielle Radsport Manager | Sportsimulation                     | Cyanide Studios                  | Publisher                 | Windows                                                          | 2017    |
| Tour de France 2018: Der offizielle Radsport Manager | Sportsimulation                     | Cyanide Studios                  | Publisher                 | Windows                                                          | 2018    |
| Pro Rugby Manager 2004                               | Sportsimulation                     | Cyanide Studios                  | Publisher                 | Windows                                                          | 2004    |
| Pro Rugby Manager 2005                               | Sportsimulation                     | Cyanide Studios                  | Publisher                 | Windows                                                          | 2005    |
| R.A.W. - Realms of Ancient War                       |                                     | Wizarbox                         | Publisher                 | Windows, PlayStation 3, Xbox 360                                 | 2012    |
| Runaway: A Road Adventure                            | Adventure                           | Pendulo Studios                  | Publisher                 | Windows                                                          | 2003    |
| Runaway 2 – The Dream of the Turtle                  | Adventure                           | Pendulo Studios                  | Publisher & Distributor   | Windows, Nintendo DS                                             | 2007    |
| Runaway 3: A Twist of Fate                           | Adventure                           | Pendulo Studios                  | Publisher & Distributor   | Windows, Nintendo DS                                             | 2009    |
| Seasons After Fall                                   | Rätselspiel, Jump ’n’ Run           | Swing Swing Submarine            | Publisher                 | Windows                                                          | 2016    |
| Sherlock Holmes and the Mystery of the Frozen City   | Rätselspiel                         | Frogwares                        | Publisher                 | Nintendo 3DS                                                     | 2009    |
| Sherlock Holmes: Die Spur der Erwachten              | Adventure                           | Frogwares                        | Publisher                 | Windows                                                          | 2008    |
| Sherlock Holmes jagt Jack the Ripper                 | Adventure                           | Frogwares, Spiders               | Publisher                 | Windows, Xbox 360, Nintendo DS                                   | 2009    |
| Sherlock Holmes: Crimes & Punishments                | Adventure                           | Frogwares                        | Publisher                 | Windows, PlayStation 3, PlayStation 4, Xbox 360, Xbox One        | 2014    |
| Shiness: The Lightning Kingdom                       | Action-RPG                          | Enigami                          | Publisher                 | Windows, PlayStation 4, Xbox One                                 | 2017    |
| Shovel Knight (Retail-Version)                       | Side-Scroller, Action, Jump ’n’ Run | Yacht Club Games                 | Distributor in Frankreich | Windows, PlayStation 4, Wii U, Nintendo 3DS, Amiibo              | 2015    |
| SnowRunner                                           | Simulation                          | Saber Interactive                | Publisher                 | Windows, PlayStation 4, Xbox One                                 | 2020    |
| Space Hulk: Deathwing                                |                                     | Streum On Studio Cyanide Studios | Publisher                 | Windows, PlayStation 4, Xbox One                                 | 2016    |
| Space Run                                            | Tower Defense                       | PassTech Games                   | Publisher                 | Windows, OS X, Linux                                             | 2014    |
| Spintires: MudRunner                                 | Simulation                          | Saber Interactive                | Publisher                 | Windows, PlayStation 4, Xbox One                                 | 2017    |
| Styx: Master of Shadows                              | Schleichspiel                       | Cyanide Studios                  | Publisher                 | Windows, PlayStation 4, Xbox One                                 | 2014    |
| Styx: Shards of Darkness                             | Schleichspiel                       | Cyanide Studios                  | Publisher                 | Windows, PlayStation 4, Xbox One                                 | 2017    |
| Super Knights                                        |                                     | Chillingo                        | Publisher                 | Android, iOS                                                     | 2012    |
| The Surge                                            | Action-RPG                          | Deck13                           | Publisher                 | Windows, PlayStation 4, Xbox One                                 | 2017    |
| The Surge 2                                          | Action-RPG                          | Deck13                           | Publisher                 | Windows, PlayStation 4, Xbox One                                 | 2019    |
| The Technomancer                                     | CRPG                                | Spiders                          | Publisher                 | Windows, PlayStation 4, Xbox One                                 | 2016    |
| Das Testament des Sherlock Holmes                    | Adventure                           | Frogwares                        | Publisher                 | Windows                                                          | 2012    |
| The Walking Dead: Season 1 (Retail-Version)          | Adventure                           | Telltale Games                   | Distributor in Frankreich | PlayStation 4, Xbox One                                          | 2014    |
| The Walking Dead: Season Two (Retail-Version)        | Adventure                           | Telltale Games                   | Distributor in Frankreich | PlayStation 4, Xbox One, PlayStation 3, Xbox 360 Windows         | 2014    |
| Things on Wheels                                     |                                     | Load Inc.                        | Publisher                 | Xbox 360, Windows                                                | 2010    |
| Trackmania                                           | Rennspiel                           | Nadeo                            | Publisher                 | Windows                                                          | 2003    |
| Trackmania DS                                        | Rennspiel                           | Nadeo                            | Publisher                 | Nintendo DS                                                      | 2008    |
| Trackmania Original                                  | Rennspiel                           | Nadeo                            | Publisher                 | Windows                                                          | 2005    |
| Trackmania Nations                                   | Rennspiel                           | Nadeo                            | Publisher                 | Windows                                                          | 2006    |
| Trackmania Nations Forever                           | Rennspiel                           | Nadeo                            | Publisher                 | Windows                                                          | 2008    |
| Trackmania Power Up!                                 | Rennspiel                           | Nadeo                            | Publisher                 | Windows                                                          | 2004    |
| Trackmania Speed Up!                                 | Rennspiel                           | Nadeo                            | Publisher                 | Windows                                                          | 2005    |
| Trackmania Sunrise                                   | Rennspiel                           | Nadeo                            | Publisher                 | Windows                                                          | 2005    |
| Trackmania Sunrise eXtreme!                          | Rennspiel                           | Nadeo                            | Publisher                 | Windows                                                          | 2005    |
| Trackmania United                                    | Rennspiel                           | Nadeo                            | Publisher                 | Windows                                                          | 2006    |
| Trackmania United Forever                            | Rennspiel                           | Nadeo                            | Publisher                 | Windows                                                          | 2008    |
| Trackmania United Forever 2010 Edition               | Rennspiel                           | Nadeo                            | Publisher                 | Windows                                                          | 2009    |
| Vampyr                                               | Action, CRPG                        | Dontnod Entertainment            | Publisher                 | Windows, PlayStation 4, Xbox One                                 | 2018    |
| Virtual Skipper                                      | Sportsimulation                     | Duran                            | Publisher                 | Windows                                                          | 2001    |
| Virtual Skipper 2                                    | Sportsimulation                     | Nadeo                            | Publisher                 | Windows                                                          | 2002    |
| Virtual Skipper 3                                    | Sportsimulation                     | Nadeo                            | Publisher                 | Windows                                                          | 2003    |
| Virtual Skipper 4                                    | Sportsimulation                     | Nadeo                            | Publisher                 | Windows                                                          | 2005    |
| Virtual Skipper 5: 32nd America's Cup: The Game      | Sportsimulation                     | Nadeo                            | Publisher                 | Windows                                                          | 2008    |
| Wargame: AirLand Battle                              | RTS                                 | Eugen Systems                    | Publisher                 | Windows, Linux, OS X                                             | 2013    |
| Wargame: European Escalation                         | RTS                                 | Eugen Systems                    | Publisher                 | Windows, Linux, OS X                                             | 2012    |
| Wargame: Red Dragon                                  | RTS                                 | Eugen Systems                    | Publisher                 | Windows, Linux, OS X                                             | 2014    |
| Werewolf: The Apocalypse                             | CRPG                                | Cyanide Studios                  | Publisher                 | Windows, PlayStation 4, Xbox One                                 | 2018    |
| The Wolf Among Us (Retail-Version)                   | Adventure                           | Telltale Games                   | Distributor in Frankreich | Windows, PlayStation 4, Xbox One, PlayStation 3, Xbox 360        | 2014    |
| Yesterday                                            | Adventure                           | Péndulo Studios                  | Distributor               | Windows                                                          | 2012    |